# Жебровский, Сергей Валерьевич
Сергей Валерьевич Жебровский (род. 16 июня 1963) — советский и российский хоккеист.

## Карьера игрока
Воспитанник московского «Спартака». Чемпион Европы среди юниоров 1981 года в составе сборной СССР. Профессиональную карьеру начал в фарм-клубе саратовского «Кристалла» — энгельсском «Химике» в сезоне 1981/82, забросив 25 шайб. «После первенства Европы встал выбор. Тогда в „Спартаке“ играли такие звезды, как Шалимов, Капустин, Шепелев, а вторых команд или фарм-клубов, как сейчас, не было. Стоял вопрос: сидеть в запасе и ждать своего часа, уходить из хоккея или играть, но за другую команду. Посоветовавшись с тренерским штабом „Спартака“, решил поехать в Энгельс», — вспоминал Жебровский. Одновременно с Жебровским в Саратов переехали еще три выпускника московских спортшкол: из «Спартака» — вратарь Андрей Великжанин и защитник Сергей Фокин, из ЦСКА — Сергей Агейкин.
Весной 1982 года дебютировал в саратовском «Кристалле». Последний сезон (1999/2000) провел в «Кристалле» 19 лет спустя. Играл в «Кристалле» под десятым номером.
Сезон-1985/86 провел в московских «Крыльях Советов» (22 матча, 4 шайбы + 4 передачи). В сезоне-1992/93 играл также за энгельсский «Химик» (5 шайб). В сезоне-1993/94 выступал за финский «Кярпят» из Оулу (8 шайб + 15 передач), а также провел один матч в составе нижегородского «Торпедо». Следующий сезон играл за команду «Кеттеря» (Иматра) в Финляндии (11 + 15), а часть сезона-1995/96 — за магнитогорский «Металлург» (5 шайб).
Лучший бомбардир в истории «Кристалла» — 265 шайб. Прежний рекорд результативности, принадлежавший Виктору Жукову (236 шайб) был побит 28 января 1993 года на 57-й минуте матча Межнациональной хоккейной лиги «Кристалл» — «Пардаугава» (Рига), когда Сергей Жебровский забросил шайбу, ставшую для него 237-й за время выступления за саратовскую команду. Всего за карьеру забросил в разных лигах 332 шайбы.
Серебряный призер Универсиады-1983 в составе студенческой сборной СССР. Выступал также за молодежную (1982/83) и олимпийскую (1992/93) сборные СССР.
В 2017 году в результате опроса 156 саратовских хоккеистов, тренеров, судей и журналистов вошел в первую пятерку символической сборной саратовского «Кристалла» за все времена.

## Карьера тренера
После окончания игровой карьеры работал в тренерском штабе саратовского «Кристалла», а в 2007 году был назначен спортивным директором команды. Начиная с 2009 года, Сергей Жебровский работал с юношескими командами московского «Спартака». Активно играет на турнирах ветеранов за команды «Кристалл», «Спартак» и «Легенды СССР».